# Bộ xương ngoài

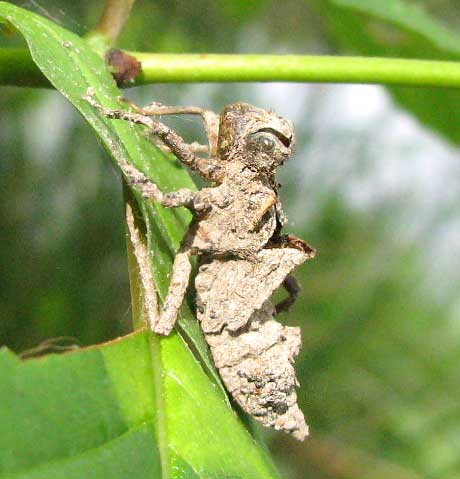
Bộ xương ngoài bị bỏ lại của thiếu trùng chuồn chuồn.

Bộ xương ngoài (exoskeleton trong tiếng Anh, xuất phát từ tiếng Hy Lạp έξω, éxō "bên ngoài" và σκελετός, "bộ xương") lớp cuticule được phân bố thành các tấm giáp, ở mỗi đốt thân, các tấm giáp được kết nối bằng các màng đàn hồi, tạo thành một ngoại cốt hệ nối khớp, là bộ xương bên ngoài giúp hỗ trợ và bảo vệ cơ thể của động vật, trái ngược với bộ xương trong (endoskeleton) nằm ở phía bên trong cơ thế, ví dụ như ở người. Một số bộ xương ngoài lớn hơn cơ thể còn được gọi là "vỏ". Động vật có bộ xương ngoài có thể kể đến các loài côn trùng như châu chấu và gián, các loài giáp xác như cua và tôm hùm. Vỏ có mặt ở một số loài Bọt biển nhất định và các nhóm động vật thân mềm có vỏ khác nhau, bao gồm cả ốc, nghêu, ốc ngà, ốc song kinh và ốc anh vũ. Một số loài động vật, ví dụ rùa, có cả bộ xương ngoài và bộ xương trong.

## Vai trò
Bộ xương ngoài có chứa các thành phần bền cứng giúp thực hiện một loạt những chức năng như bảo vệ, bài tiết, cảm nhận, nâng đỡ cơ thể, thu nhận thức ăn và giúp chống mất nước cho các động vật trên cạn. Bộ xương này cũng có vai trò bảo vệ khỏi sâu bệnh và động vật ăn thịt, nâng đỡ và tạo khung để các cơ bám vào.
Một số loài sinh vật, chẳng hạn như một số loài Trùng lỗ, tạo nên bộ xương ngoài của mình bằng cách kết tụ cát và vỏ vào mặt ngoài của chúng. Khác với mọi người nhầm tưởng, ngành Da gai không sở hữu bộ xương ngoài, vì lớp vỏ cầu của chúng luôn được bọc trong một lớp mô sống.